# Editorial Divergência
A Editorial Divergência, também Grupo Editorial Divergência, é uma editora portuguesa. Foi fundada em Fevereiro de 2013, em Aveiro, por Pedro Cipriano.
Depois da sua fundação em 2013, a editora evoluiu para se tornar num grupo editorial, construído por três partes: a Editorial Divergência, que especializa-se nos autores portugueses de ficção, fantasia e horror, a Edições Trebaruna, criada em 2018, que alberga os restantes géneros literários e novos autores, e a Edições Verbi Gratia, fundada também em 2018 e que se dedica à literatura, divulgação cientifica e história. Com o passar dos anos, mais duas se juntaram ao grupo: a Editora Ludovitae e a Midori Editora.
Um pouco por todo o país a editora marca presença, quer em feiras do livro em Lisboa e no Porto, quer no Festival Vapor.